# نیلوفر آبی مقدس
نیلوفر آبی مقدس که همچنین با نام‌های لوتوس آبی مقدس یا نیمفیا کارولیا (به انگلیسی: Nymphaea caerulea) شناخته می‌شود، از سردهٔ نیلوفر آبی است. همانند دیگر گیاهان در این سرده، این نیلوفر حاوی آلکالوئید روانگردان آپومرفین می‌باشد. این گیاه به مردم مصر باستان شناخته‌شده بود. این نیلوفر در امتداد رود نیل و در کشورهای دیگر (به عنوان مثال تایلند) به‌طور طبیعی رویده می‌شود.

## توزیع
زیستگاه اصلی این گیاه احتمالاً در امتداد رود نیل و بخش‌های دیگر در شرق آفریقا بوده‌است. در دوران باستان به‌طور گسترده‌ای به شبه قاره هند و تایلند گسترش پیدا کرد.

## توضیحات
برگ‌های آن اندازهٔ ۲۵ تا ۴۰ سانتی‌متر هستند. قطر گل آن بین ۱۰ تا ۱۵ سانتی‌متر است. جوانهٔ این در طول دو تا سه روز روی سطح آب می‌رسد و در ساعت ۹:۳۰ صبح باز می‌شود و ساعت ۱۵:۰۰ دوباره بسته می‌شود.

## دین و هنر

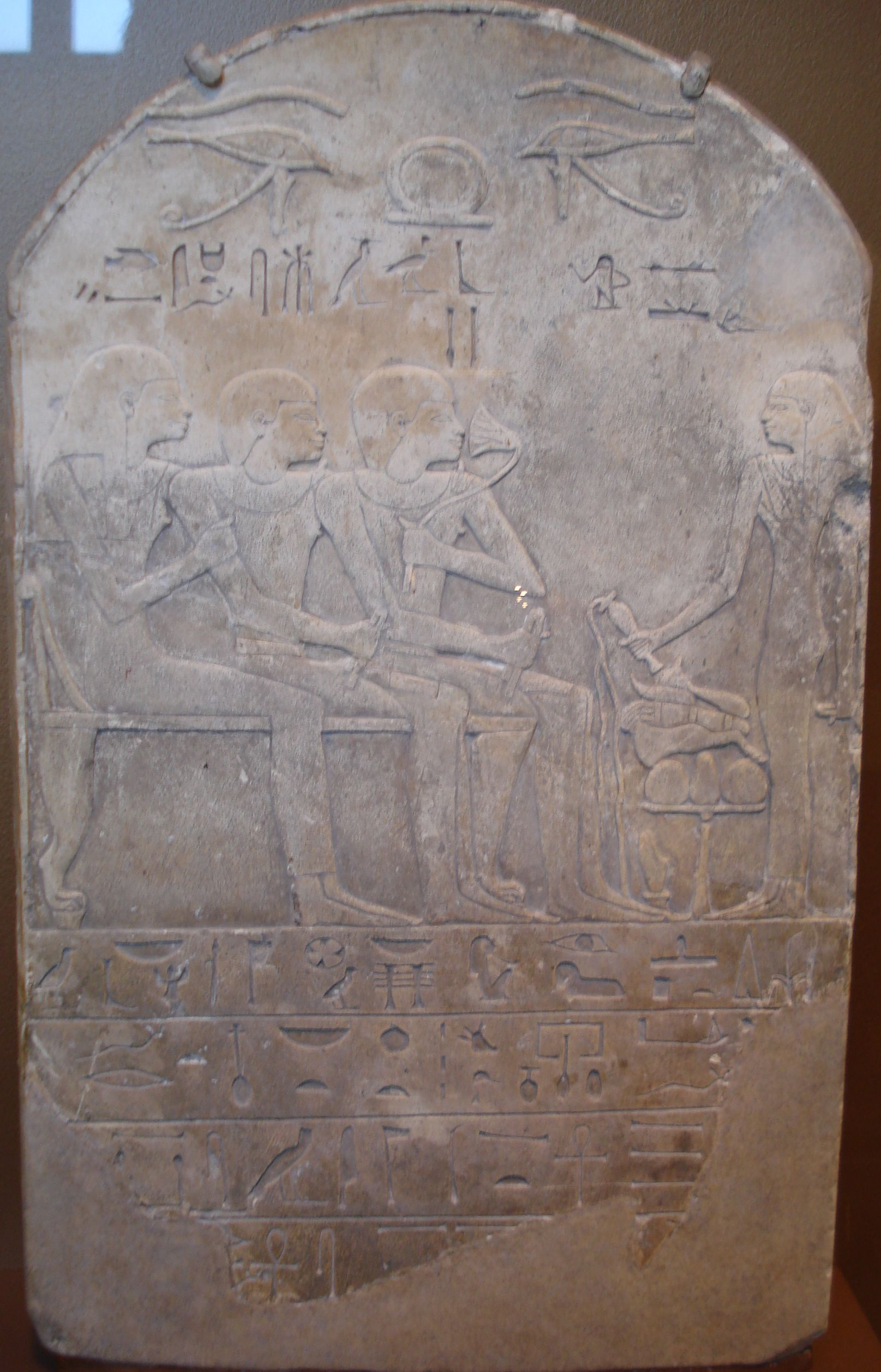
سنگ مزار یادبودی برای مردی به نام Ba که در وسط تصویر نشسته و در حال بو کشیدن یک برگ از نیلوفر مقدس می‌باشد. مقدس پادشاهی سلسله هجدهم با حدود ۱۵۵۰–۱۲۹۲ سال قبل از میلاد

این گیاه اهمیت بسیار زیادی در اساطیر مصر دارد. همراه با نیلوفر مقدس، نیمفیا لوتوس نیز بومی مصر است. این گیاه و گل آن بسیار در هنر مصر به تصویر کشیده شده‌است. به عنوان مثال آن را می‌توان در سنگ حجاری و نقاشی‌های مختلف از جمله دیوارهای معروف معبد کرنک یافت؛ اکثر این نقاشی‌ها در ارتباط با صحنه‌های مهمانی، رقص و شادی یا در جنبه‌های معنوی و زندگی پس از مرگ می‌باشند. در اساطیر مصر به این گیاه توجه بسیار زیادی شده‌است و به عنوان نمادی از خورشید محسوب می‌شد زیرا گل آن در شب بسته‌است و در روز باز می‌شود. همچنین در ادیسه اثر هومر، اودوسئوس با همراهانش به جزیره لوتوفاگ‌ها وارد شدند و از میوه نیلوفر آبی خوردند و حافظه خود را از دست دادند.

## خواص و کاربردها
برخی از شواهد نشان می‌دهد که مردم مایا و مصریان باستان از اثرات بالینی این گیاه که حاوی آلکالوئید روانگردان آپومورفین می‌باشد آگاه بودند. دوز مصرفی لوتوس آبی ۵ تا ۱۰ گرم از گل خشک شده‌است، که در ابتدا سبب کمی تحریک در افکار و افزایش درک بصری می‌شود و تقریباً اثری سرخوشی مانند ماری‌جوآنا یا کدئین دارد. دوزهای بالاتر می‌تواند باعث اندکی توهم بصری با چشمان باز شود. یکی دیگر از خواص آن همانند ویاگرا باعث انگیختی جنسی یا نعوظ می‌شود.
طرز مصرف آن عموماً به صورت نوشیدنی است. به عنوان مثال دم کردن ۵ گرم از برگ خشک‌شدهٔ آن در آب داغ برای مدت ۱۰ دقیقه، همانند تهیهٔ چای معمولی، برای یک نفر اثرات روان‌گردان آن را آشکار می‌سازد. در مصر باستان گل این گیاه را برای چندین ساعت در داخل شراب می‌گذاشتند و بعد از آن می‌نوشیدند. برای تهیه شراب آن، معمولاً ۵ گرم از این گیاه برای مدت ۳ تا ۴ ساعت در شراب سرخ قرار داده می‌شود. لازم است ذکر شود که نیلوفر آبی طعم شراب را بسیار تلخ می‌کند که باعث دشواری نوشیدن آن می‌شود. مقادیر زیاد آن در شراب توصیه نمی‌شود. در دوران باستان از این گیاه همچنین برای تولید عطر و در آروماتراپی استفاده می‌شد.

## وضعیت حقوقی

### لتونی
نیلوفر مقدس در لتونی از نوامبر ۲۰۰۹ تاکنون غیرقانونی است. این گیاه به عنوان مادهٔ مخدر بسیار قوی شناخته‌شده و در اختیار داشتن مقدار ۱ گرم از آن جریمه‌ای در حد ۲۸۰ یورو را در پی دارد. در صورت دومین خطا در طول یک‌سال یک اتهام جنایی محسوب می‌شود. در اختیار داشتن مقادیر بیشتر تا ۱۵ سال زندان را در پی دارد.

### لهستان
نیلوفر مقدس در لهستان در مارس ۲۰۰۹ ممنوع اعلام شد. اختیار و توزیع منجر به یک اتهام جنایی است.

### روسیه
در روسیه از ماه آوریل سال ۲۰۰۹ این گیاه همراه با تمامی محصولات مرتبط به آن شامل سالویا دیوینوروم، رز چوبین هاوایی و دیگر محصولات غیرقانونی محسوب می‌شود.

### دیگر کشورها
کاشتن، خرید و فروش نیلوفر مقدس در بسیاری از کشورهای دیگر دنیا آزاد است.